# Sluga narodu (politična stranka)
Sluga narodu (ukrajinsko Слуга народу) je ukrajinska politična stranka s trenutno največjim številom sedežev v vrhovni radi, njen član je tudi trenutni predsednik Ukrajine Volodimir Zelenski.
Uradno je bila registrirana 31. marca 2018. Stranka je bila ustvarjena zaradi domneve, da bo nekdo izrabil naslov uspešne političnozabavne oddaje Sluga narodu za svojo stranko. Stranko je ustanovil televizijski kanal Kvartal 95, ki je tudi ustvaril istoimensko oddajo.
Oddaja Sluga narodu je političnozabavna oddaja, kjer srednješolski učitelj zgodovine po verbalnem izpadu, ki so ga posneli njegovi učenci, vstopi v politično bitko za predsednika Ukrajine in je nepričakovano izvoljen. Zvezdnik serije in član stranke, Volodimir Zelenski, je bil nato leta 2019 tudi zares izvoljen za predsednika Ukrajine, stranka pa zmagala na volitvah v Vrhovno rado.

## Zgodovina
Legalno gledano se je stranka prej imenovala Stranka za odločilne spremembe (ustanovljena aprila 2016) in je bila kasneje preimenovana v Slugo narodu.
Prvi vodja novoimenovane stranke je bil odvetnik Kvartala 95 Ivan Bakanov. Decembra 2018 je Volodimir Zelenski, zvezda oddaje Sluga narodu, kandidiral za predsednika Ukrajine. V prvem krogu predsedniških volitvev 2019 je dosegel najboljši rezultat ter nato v drugem krogu z 73% glasov premagal protikandidata, prejšnjega predsednika Petra Porošenka.
Stranka je 2019 na volitvah v Vrhovno rado dosegla najboljši rezultat, 43,16% glasov. Na lokalnih volitvah leta 2020 je dosegla največji delež glasov izmed vseh strank, 17,59%.
Sluga narodu je od 2022 povezana z evropsko politično stranko ALDE.

## Ideologija in stališča
23. maja 2019 je Ruslan Stefančuk, predstavnik Zelenskega v parlamentu, sporočil, da je stranka izbrala libertartizem kot svojo vodilno ideologijo. Potem ko je bil Aleksander Kornjenko izvoljen za vodjo stranke v začetku novembra 2019, je izjavil, da se bo strankina ideologija libertarizma spremenila, saj je bila do takrat »potrebna za iskanje kompromisa znotraj stranke«. Zatrdil je, da bo nova ideologija stranke »nekaj med liberalnimi in socialističnimi pogledi«.